# Caryosporella
Caryosporella — рід грибів родини Melanommataceae. Назва вперше опублікована 1985 року.

## Класифікація
До роду Caryosporella відносять 1 вид:
- Caryosporella rhizophorae